# M197
Die M197 ist eine elektrisch fremdangetriebene dreirohrige Gatling-Maschinenkanone im Kaliber 20 × 102 mm, die hauptsächlich für Verwendung in Kampfhubschraubern und MK-Waffenbehältern entwickelt wurde. Die Waffe wird zurzeit von General Dynamics Ordonance and Tactical Systems hergestellt.

## Entwicklung
Die Entwicklung der M197 begann 1967, nachdem im Vietnamkrieg die Erfahrung gemacht wurde, dass die vorhandenen 7,62-mm-Minigun-Gatlinggeschütze ein zu schwaches Kaliber für die Kampf- und Unterstützungshubschrauber (sog. Gunship) hatten. Die M197 ist prinzipiell eine leichtere M61-Vulcan-Gatling-Kanone mit drei anstatt sechs Läufen. Die maximale Feuerrate beträgt ein Viertel der Vulcan, um den Rückstoß für die Verwendung in leichten Flugzeugen und in Hubschraubern zu verringern. Die Waffe wird mit 700 Schuss gegurteter Munition im Kaliber 20 mm ausgestattet. Die Munition der M50- und PGU-Serie kann sowohl in der Vulcan als auch in der M197 verwendet werden. Die Kanone hat eine (theoretische) Kadenz von 730 Schuss pro Minute (± 50 Schuss). Im Gefecht werden üblicherweise Feuerstöße von 30 bis 50 Schuss abgegeben.  Die Waffe wird auch in Italien bei Alenia und der Türkei bei Roketsan (als ™-197) in Lizenz gefertigt.

## Verwendung in Waffentürmen
Die M197 wurde in den späten Modellen der AH-1 Cobra (AH-1J bis AH-1Z) mit dem Waffenturm M97 eingeführt. Die früheren AH-1 verwendeten vorher Kinnwaffenstationen A/A49E-7 mit 7,62-mm-MGs. Ebenfalls wurde eine M197 versuchsweise in einer drehbaren Waffenstation unter dem hinteren Rumpfteil in die YOV-10D „Bronco“ eingebaut. Des Weiteren ist die M197 im Waffenbehälter GPU-2A eingebaut worden, welcher die Waffe an sich, den elektrischen Antrieb, eine Batterie sowie die gurtlose, 300 Schuss umfassende Munition beinhaltet. Die M197 bleibt in den neuesten Version des Kampfhubschraubers AH-1Z „Viper“ in Verwendung. Obwohl das Gatling-Prinzip sehr zuverlässig ist, hat die Munitionszuführung wegen auftretendem Munitionsstau Schwächen. Marinepiloten berichten von einer alarmierend hohen Ladehemmungsquote von bis zu 30 %. Das USMC und der Hersteller wissen von diesem Problem, jedoch wurde auch für die AH-1Z noch keine technische Lösung gefunden. Währenddessen haben die Besatzungen Techniken ausgearbeitet, um das Risiko von Ladehemmungen zu verringern.

## Waffenlafetten
- Bell AH-1J-S „Cobra“ in Bug-Turmlafette
- Bell AH-1W/Z „SuperCobra“/„Viper“ in Bug-Turmlafette
- Bell UH-1M „Iroquois“ (seitenlafettierte Waffe)
- Agusta A129 CBT „Mangusta“ in Bug-Turmlafette OTO-Melara TM 197B
- Fairchild AU-23 „Peacemaker“ (seitenlafettierte Waffe)
- Rockwell YOV-10D „Bronco“ (Testflugzeug mit Bug-Turmlafette)
- GPU-2/A (MK-Behälter mit 300 Schuss Munition)